# ジョヴァンニ・ヴィスコンティ (ミラノ大司教)

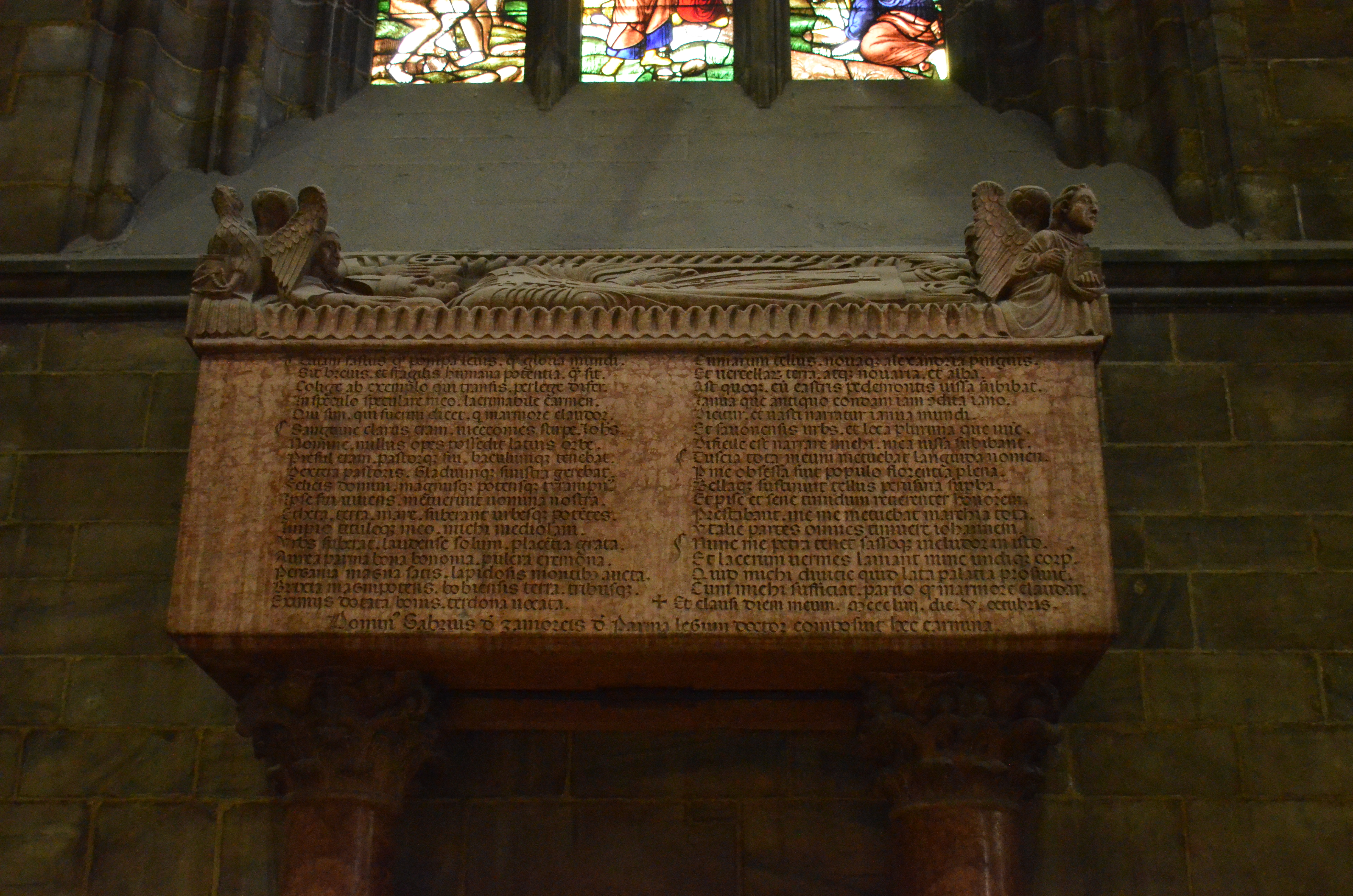
ジョヴァンニ・ヴィスコンティの墓所

ジョヴァンニ・ヴィスコンティ（イタリア語: Giovanni Visconti, 1290年 - 1354年10月5日）は、カトリック教会の大司教（在位：1329年 - 1354年）、ミラノおよびイタリアの他の都市を支配した。対フィレンツェの軍事司令官でもあり、武力で他の都市を占領し、保持した。

## 生涯
ジョヴァンニはマッテーオ1世・ヴィスコンティとボーナコーサ・ボッリの息子である。
1317年にミラノ議会により大司教に選出されたが、ローマ教皇ヨハネス22世はこれを認めず、代わりにアイカルド・ダ・カモデイアをミラノ大司教の座につけた。1323年、ヨハネス22世はジョヴァンニを破門し、ヴィスコンティ家は対立教皇ニコラウス5世と同盟を結び、ニコラウス5世はジョヴァンニに枢機卿の地位を与えた。1331年、ジョヴァンニはノヴァーラ司教および領主となり、1339年にアイカルドが死去した後にジョヴァンニは意気揚々とミラノに入ったが、教皇クレメンス6世は1342年にようやくミラノ大司教であることを認める教皇勅書を発行した。従って、正式には1342年から1354年までジョヴァンニはミラノ大司教であった。
兄ルキーノとともに、ジョヴァンニはミラノの共同統治者の地位を50万フローリンで教皇から買った。ルキーノの死後、ジョヴァンニは兄ステーファノの子マッテーオ2世、ガレアッツォ2世およびベルナボを共同統治者の座につけた。
1349年にルキーノが死去した1年後、ジョヴァンニは関係者の承認を得てミラノの全支配権を得て、ロンバルディアなどにおいて権力を強化し始めた。同1350年、ジョヴァンニはボローニャの支配権を手に入れ、1351年に甥ベルナボに与えた。
1350年、フィレンツェはジョヴァンニの勢力拡大を恐れ、アレッツォにおいて教皇特使および他の都市の代表らと対ミラノ同盟を結ぶため会議を開催した。ジョヴァンニはそれらの動きを察知し、トスカーナおよびロマーニャのギベリン（皇帝派）らと同盟を結んだ。ジョヴァンニと対立していたヴェローナ領主マスティーノ2世・デッラ・スカラの死後、ジョヴァンニはマスティーノ2世の息子カングランデ2世・デッラ・スカラの友誼を得た。
1351年、ジョヴァンニはイーモラを包囲するためミラノ、ボローニャおよび同盟を結んでいるファエンツァやフォルリから軍を送り、ベルナボが軍の指揮を執った。ロマーニャ地方で戦いが勃発していたため、ジョヴァンニはフィレンツェの人々に自分には何の意図もないと信じさせることができた。しかしその後、ジョヴァンニは多くの有力なボローニャ市民を捕らえて拷問し、ジョヴァンニの支配を転覆させる陰謀をフィレンツェと企てていたことを自白させた。ジョヴァンニはこの自白をフィレンツェおよびトスカーナのゲルフ（教皇派）との戦いを正当化させるのに用いた。ジョヴァンニはヴィスコンティ家の一員であるジョヴァンニ・ダ・オレッジョを司令官とし、ジョヴァンニ・ダ・オレッジョはボローニャから軍を集め、それらを率いてトスカーナに向かい、町や城を包囲し占領した。一方、トスカーナのギベリンの同盟者らは、この地域の他の場所で大混乱を引き起こした。
1352年、ジョヴァンニはジェノヴァ領主となり、翌年にはノヴァーラも手に入れた。1353年、ペトラルカが客としてジョヴァンニの元を訪れた。
ジョヴァンニは1354年10月5日に死去した。